# Leptotarsus tenuifrons
Leptotarsus tenuifrons är en tvåvingeart som först beskrevs av Alexander 1926.  Leptotarsus tenuifrons ingår i släktet Leptotarsus och familjen storharkrankar. Inga underarter finns listade i Catalogue of Life.